# 제러미 소프
존 제러미 소프(영어: John Jeremy Thorpe, 1929년 4월 29일 ~ 2014년 12월 4일)는 영국의 정치인으로 1959년부터 1979년까지 노스데번의 하원 의원을 지냈으며, 1976년부터 1976년까지는 자유당의 당수를 맡았다. 1979년 5월, 모델로 활동하였던 전 남자친구 노먼 스콧을 살해하기 위한 음모 및 선동 혐의로 중앙형사재판소에서 재판을 받았다. 소프는 모든 혐의에서 무죄를 선고받았지만, 관련된 사건으로 인해 정치인으로서 인생이 끝나게 되었다.
아버지와 외할아버지는 보수당 의원이었음에도, 입당 당시 작은 정당이었던 자유당에 가입하였다. 옥스퍼드 대학교에서 법학을 전공한 후 1950년대에서는 자유당에서 가장 활약을 많이 한 의원이 되었다. 30세의 나이에 의회에 입성하여 빠르게 지위를 쌓은 소프는 1967년에 당수로 선출되었다. 기반을 잃은 상태의 자유당에서 당수를 시작한 소프는 보수당과 노동당의 부진을 이용하며 자유당의 선거 승리 기간을 가져왔다. 이는 1974년 2월 총선에서 6백만 표를 얻으며 정점을 찍게 되었다. 당시 영국에서는 하나의 지역구에서 하나의 당선자만 나오게 하는 방식을 채택하였기 때문에 자유당은 14개의 의석만 차지하였지만, 전체 다수를 차지하는 정당이 없던 헝 의회 상태에서 소프는 강력한 위치에 있었다. 당시 영국 총리 에드워드 히스는 소프가 자유당을 연합으로 만들 것을 우려하여 내각 지위를 제안하였다. 소프는 선거 제도의 개혁이 이루어진다면 수락하겠다고 하였으나, 히스는 소수 노동장 정부를 위해 거절했다.
1974년 2월 총선은 소프의 정치 경력에 있어 최고점이었다. 선거 이후인 1975년 후반부터 노먼 스콧 살해 음모에 소프가 연루되었다는 소문이 돌기 시작하면서 소프와 자유당은 본격적으로 쇠락하였다. 소프는 더 이상 지위를 유지하기 힘들었던 1976년 5월 당수 자리에서 물러났다. 3년 후 해당 문제가 법정으로 가게 되었을 때 소프는 검찰측 변호인의 반대신문을 피하기 위해 증거를 제시하지 않기로 결정하였다. 최종적으로 무죄 판결을 받았음에도 소프는 사람들에게서 신용을 잃었으며, 정치인으로 돌아가지 않았다. 1980년대부터는 파킨슨병에 의한 장애를 갖게 되었다. 은퇴 기간 동안 자유당은 소프의 부정적인 시선을 점차 거두었으며, 소프가 사망할 무렵에는 후대의 지도자들이 소프를 국제주의자, 인권주의자, 그리고 아파르트헤이트를 반대한 정치인으로서 재평가하였다.

## 가족과 어린 시절

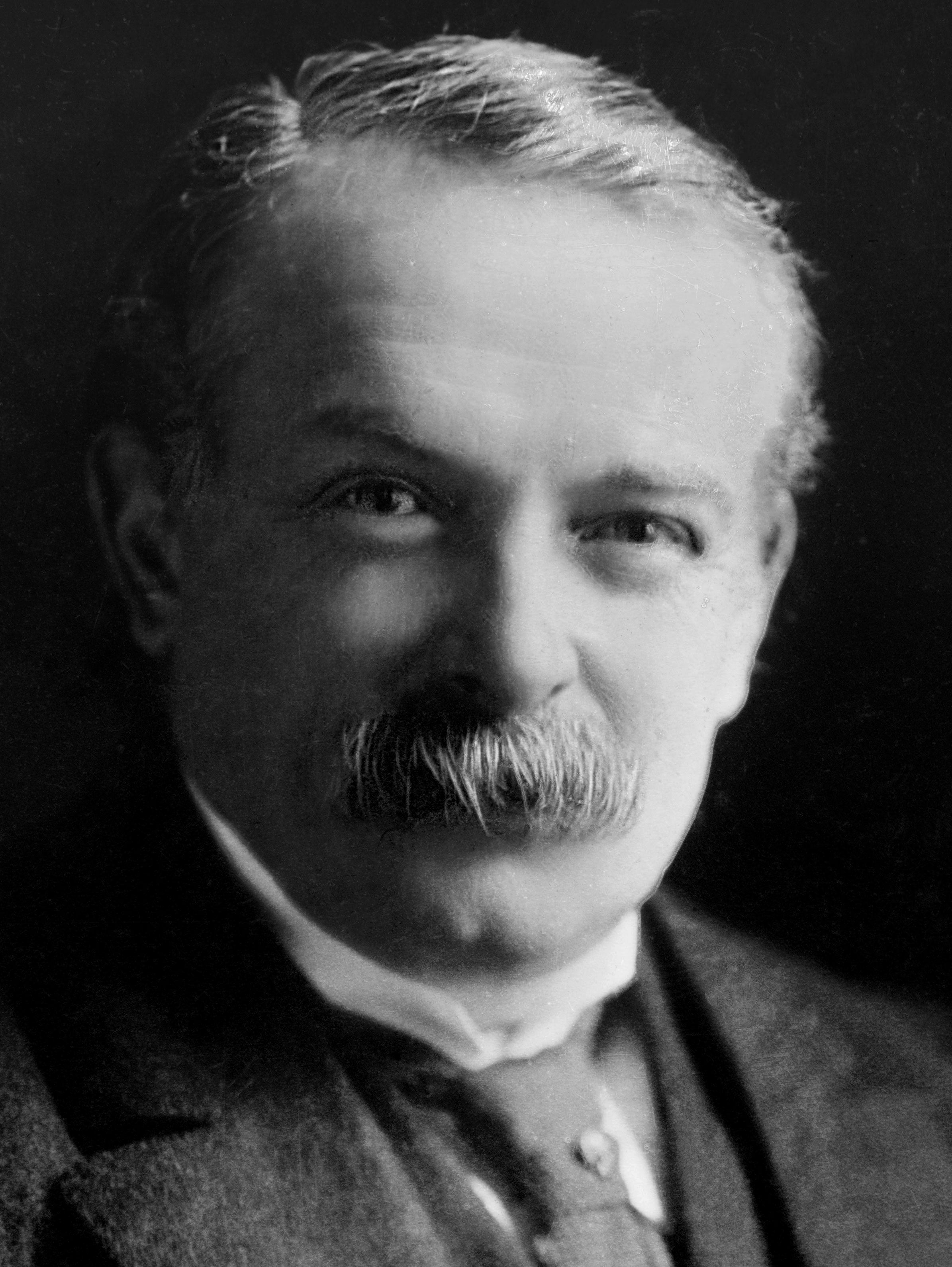
제러미 소프가 어릴 때 많은 영향을 끼친 데이비드 로이드 조지의 모습

소프는 1929년 4월 29일 런던의 사우스켄싱턴에서 태어났다. 아버지인 존 헨리 소프는 변호사이자 1919년부터 1923년까지 맨체스터러숌의 보수당의 하원 의원을 지낸 정치인이었으며, 어머니인 우슬라 노튼그리피스(1903–1992)는 또 다른 보수당 하원이자 열정적으로 제국주의를 주창하며 "엠파이어 잭"이라는 별명을 가지고 있었던 존 노튼그리피스의 딸이었다. 소프 가문은 1372년 짧게 대법관을 지냈던 로버트 소프 경과 1453년부터 그 이듬해까지 하원의장을 지낸 토머스 소프 등과 먼 친척 관계에 있다고 주장하였지만, 로버트나 토머스와 소프 가문 사이에 직접적 연관성이 있다는 증거는 없다.
소프의 조상은 아일랜드인으로, 아일랜드 재정복 당시 올리버 크롬웰의 휘하에서 군인으로 있던 두 형제 중 장남에게서 비롯되었다. 형제 모두 토지를 보상으로 받았고, 동생의 후손들은 더블린 주장관이나 시장 등을 역임하며 번창하였지만, 형의 후손들은 땅을 잃고 소작농이나 상인이 되었다. 제러미 소프의 증조할아버지였던 윌리엄 소프는 더블린 출신의 노동자였던 경찰관으로 경정까지 진급하였다. 윌리엄의 많은 아들 중 하나였던 존 소프는 성공회의 사제가 되었으며 1922년부터 1932년까지 매클즈필드의 부주교로 있었다. 1884년에는 존이 앵글로아일랜드인인 아일머 가문의 딸과 결혼하였고, 둘 사이에서 나온 장녀 올리브가 체셔의 크리스티-밀러 가문과 결혼하면서 소프 가문은 상당한 부를 거머쥐게 되었다. 존 헨리와 제러미 소프 둘 다 크리스티-밀러 부부가 교육비를 지불하면서 이득을 보았다.
제러미는 존 헨리와 우슬라 사이의 세 번째 자식이자 두 명의 여자 형제를 이은 첫 장남으로 태어났다. 제러미는 보모와 간호사의 보살핌 아래에서 특권과 보호를 받으며 자라다가 1935년 퀸스게이트가에 위치한 바그너 학교에 다니게 되었다. 학교에서 바이올린을 배우며 능숙하게 바이올린을 연주할 수 있게 되었고, 종종 학교에서 공연을 하기도 했다. 그 당시 존 헨리 소프는 더 이상 의회에 있지 않았지만, 정치적인 활동과 우정을 유지하였으며, 정치인들은 정기적으로 소프의 자택에서 대접을 받았다. 당시 소프 가문과 친분을 유지하고 있던 유명한 정치인은 우슬라의 친구였던 메건의 아버지인 데이비드 로이드 조지로, 메건은 제러미의 대모가 되기도 하였다. 데이비드는 제러미의 정치적 영웅이자 롤모델이 되었으며, 자유당에서의 정치 경력을 쌓기 위한 야망을 형성하는 데 영향을 끼쳤다.

## 교육
1938년 1월 제러미는 이튼 칼리지 합격생들을 배출하던 옥스퍼드셔에 위치한 코실 하우스에서 교육을 받았다. 1939년 여름, 소프 가족은 런던에서 서리주의 림스필드로 이사하였고, 그곳에서 제러미는 헤이즐우드 학교에 재학하였다. 1939년 9월 전쟁이 시작되었고, 1940년 6월, 소프네 가족은 이모 케이 노튼그리피스네가 거주하는 미국의 보스턴으로 갔다. 그해 9월 제러미는 코네티컷주 폼프렛에 위치한 렉터리 스쿨을 다녔다. 제러미는 렉터리 스쿨을 다니던 3년 동안 대체로 행복한 생활을 보냈다. 학교에서 주요 일거리는 학교의 돼지들을 돌보는 일이었다고 후에 회상하였다. 1943년, 아이들이 영국으로 돌아가는 것이 안전하다고 생각한 존 헨리는 자신의 정치적인 인맥을 이용하여 영국 왕립해군의 순양함인 HMS 피비에 탑승해 영국으로 돌아갔다.
소프는 1943년 9월부터 이튼 칼리지를 다녔다. 칼리지에서 제러미는 운동에 소질을 보이지 않았으며, 겉으로는 순응을 하지 않으면서도 권위에 집착하는 모습을 자주 보여 "번지르르한 소프"(영어: Oily Thorpe 오일리 소프[*])라는 별명을 얻었다. 소프는 또한 유명하고 중요한 사람들과의 친분을 과시하며 학생들을 짜증나게 하였으며, 학교 사관생도단 자리에서 사임하면서 학교의 전통주의자들을 불쾌하게 하거나 당시 영국 왕위 계승 서열 2위였던 마거릿 공주와 결혼하겠다고 말하며 다른 사람들을 놀라게 하였다. 소프는 학교 오케스트라 단원으로 활동한 것과 바이올린 연주로 우승컵을 들어올린 것 외에는 이튼 칼리지에서의 생활을 거의 밝히지 않았다. 이튼에서의 시간은 1944년 존 헨리가 57세의 나이로 사망하면서 엉망이 됐다.

### 옥스퍼드

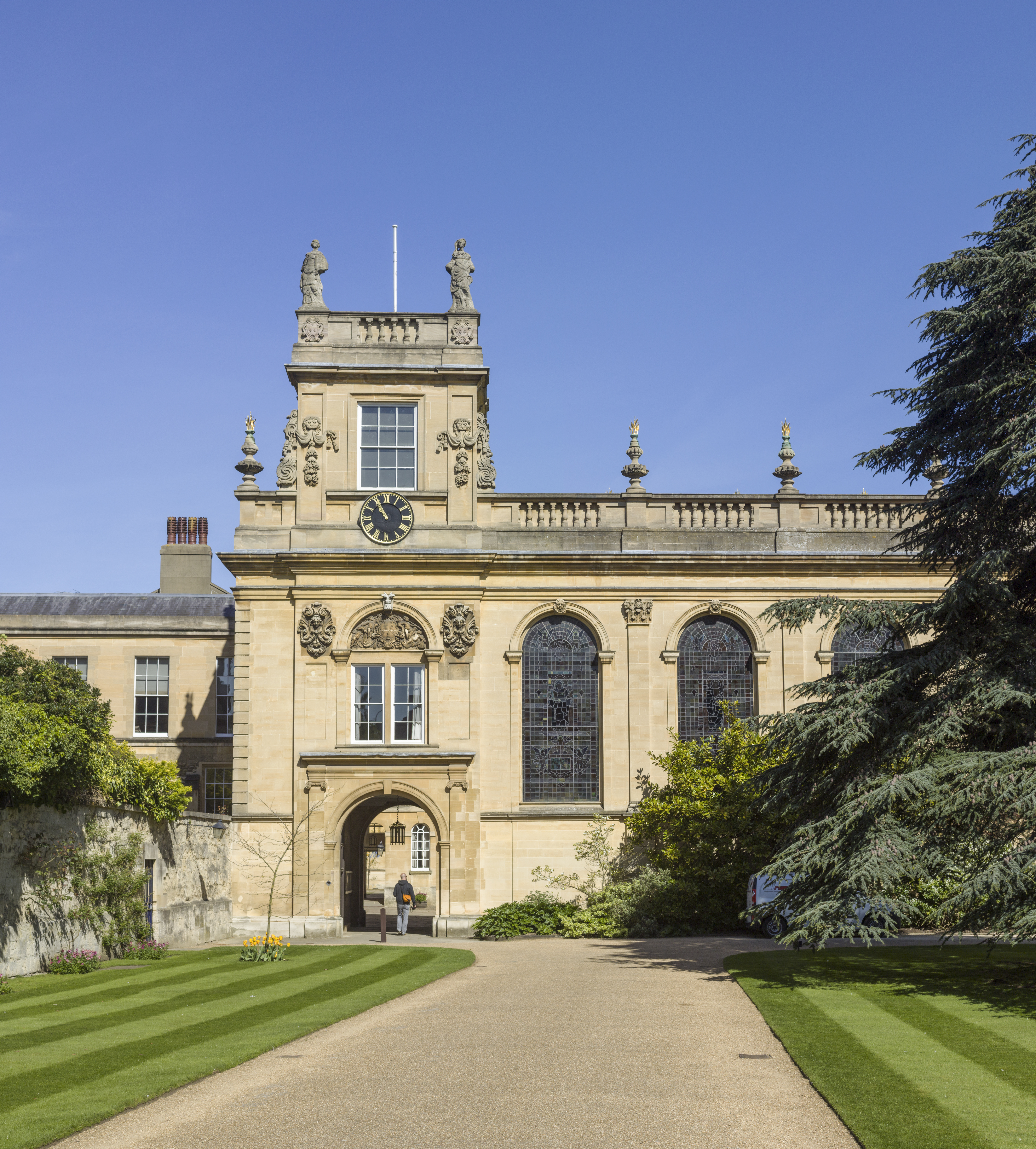
옥스퍼드 대학교 트리니티 칼리지의 모습

옥스퍼드 대학교 트리니티 칼리지에 합격한 소프는 1947년 3월 이튼을 떠났다. 그리고 그해 9월 18개월간의 군 복무를 시작하였지만, 6주 만에 공격 코스를 시도하다 쓰러진 후 의료 문제로 제대하였다. 1948년 10월 8일 트리니티에 입학하기 전까지 소프는 옥스퍼드에서 임시 예비학교 교사로 일하였다.
소프는 법학을 전공하였지만, 옥스퍼드에서의 주된 관심사는 정치와 사회였다. 학부 시절부터 소프는 화려한 행동으로 많은 이목을 끌었는데, 소프의 전기 작가 마이클 블로크에 따르면 소프가 가진 "창백한 외모, 짙은 머리칼과 눈, 그리고 각진 외모는 악마 추종자처럼 보이게 만들었다."고 서술했다. 소프는 대학 시절부터 정치와 연관된 활동을 하였다. 처음에는 옥스퍼드 대학교 자유당 클럽(OULC)에서 활동하였는데, 당시 자유당이 전국적으로 침체를 겪고 있었음에도 800명 이상의 회원이 있는 클럽으로 번창하였다. 1949년 11월, 소프는 클럽의 회장이 되었다. 옥스퍼드 밖에서 소프는 당의 전국 선거 캠페인에서 자유주의에 대한 진정한 헌신을 보여주었고, 1950년 4월 자신의 21번째 생일을 맞았을 때 자유당 입당이 가능한 후보 명단에 이름을 올리는 것에 지원하였다.
OULC를 넘어 소프는 옥스퍼드 대학교 법학회의 회장을 역임하게 되었지만, 소프는 국가적인 명성을 위한 디딤돌로서 자주 사용되던 옥스퍼드 연합의 회장직을 원하였다. 보통의 회장 후보들은 비서, 재무장관, 사서 등의 직책을 맡았으나 소프는 1950년 초 회장직에 오르기 위해 직접 시도하기로 결정하였다. 하지만 이후 방송인이 되는 로빈 데이에게 패배하게 되었다. 소프의 독단적 행동과 의심스러운 전략은 때때로 험악한 유세 분위기를 자아냈지만, 많은 지지자들을 얻었고, 1950년에는 강력한 회장 후보였던 사회주의자 딕 타번과 보수주의자 윌리엄 리스모그를 꺾어 1951년 힐러리 텀에 회장을 맡았다.
소프가 회장으로 있을 때 옥스퍼드에서는 훗날 수상이 되는 헤일셤 경, 변호사이자 전 자유당 의원 노먼 버켓, 유머 작가 스티븐 포터 등 저명한 인사들의 초청 연설이 이어졌다. 소프는 법학을 공부하는데 4년을 소요하였고, 1952년 여름에 3급 학위를 받았다.
옥스퍼드 대학교에서 소프는 많은 사람들과 친분을 나누었고, 그 중 많은 이들이 후에 명성을 얻었다. 이들은 대부분이 남성들이었지만, 그럼에도 소프는 옥스퍼드 대학교의 동성애자 그룹의 일원으로 지목되지는 않았다. 소프는 친구에게 정치가 자신에게 필요한 수준의 감정적 흥분을 제공하여 성적인 관계를 불필요하게 만든다고 언급하였다. 이에 블로크는 동료 학생들이 "기본적으로 정치와 경력에만 둘러싸인 무성애자"로 생각했다고 주장하였다.

## 대중 매체에서
2009년, BBC는 루퍼트 에버렛을 주인공으로 소프의 생애를 담은 텔레비전용 전기 영화를 제작하려고 했으나, 소프의 법적 위협으로 무산되었다. 존 프레스턴이 소프와 스콧의 사건을 다룬 논픽션 소설인 《A Very English Scandal》이 2016년 5월 5일 바이킹 프레스를 통해 출판되었다. 책은 "긴박한 대화, 잘 꾸며진 장면, 고조된 긴장감, 특히 재판이 시작되며 손에 땀을 쥐게 하는 정치 스릴러"라는 평가를 받았다. 2018년 5월 BBC는 프레스턴의 소설을 원작으로 스티븐 프리어스 감독의 3부작 드라마 《베리 잉글리시 스캔들》을 방영하였다. 소프 역은 휴 그랜트가, 노먼 스콧 역은 벤 위쇼가 분하였다.

## 역대 선거 결과
| 선거명      | 직책명                     | 대수 | 정당   | 득표율 | 득표수   | 결과 | 당락                   |
| ----------- | -------------------------- | ---- | ------ | ------ | -------- | ---- | ---------------------- |
| 1955년 선거 | 하원의원 (노스데번 선거구) | 41대 | 자유당 | 32.45% | 11,558표 | 2위  | 낙선                   |
| 1959년 선거 | 하원의원 (노스데번 선거구) | 42대 | 자유당 | 42.94% | 15,831표 | 1위  | 노스데번 하원의원 당선 |
| 1964년 선거 | 하원의원 (노스데번 선거구) | 43대 | 자유당 | 50.71% | 19,031표 | 1위  | 노스데번 하원의원 당선 |
| 1966년 선거 | 하원의원 (노스데번 선거구) | 44대 | 자유당 | 43.57% | 16,797표 | 1위  | 노스데번 하원의원 당선 |
| 1970년 선거 | 하원의원 (노스데번 선거구) | 45대 | 자유당 | 44.07% | 18,893표 | 1위  | 노스데번 하원의원 당선 |
| 1974년 선거 | 하원의원 (노스데번 선거구) | 46대 | 자유당 | 53.87% | 34,052표 | 1위  | 노스데번 하원의원 당선 |
| 1974년 선거 | 하원의원 (노스데번 선거구) | 47대 | 자유당 | 48.07% | 28,209표 | 1위  | 노스데번 하원의원 당선 |
| 1979년 선거 | 하원의원 (노스데번 선거구) | 48대 | 자유당 | 36.67% | 23,338표 | 2위  | 낙선                   |

### 내용주
1. ↑  소프의 사임과 스틸의 선출 사이 동안 그리몬드가 잠시 대리로 당수를 맡았다.[1]
2. ↑  소프가 친구들에게 의료당국을 설득할 수 있는 방법을 모의하여 군대 복무 의무를 회피하겠다고 말한 적이 있어, 건강 문제는 거짓말일 가능성이 크다.[17]
3. ↑  옥스퍼드 대학교에서 1월부터 3월까지의 학기를 일컫는 말

### 참조주
1. ↑  Cook 1998, 162쪽.
2. ↑  Bloch 2014, 25쪽.
3. ↑  Bloch 2014, 9–10쪽.
4. ↑  Bloch 2014, 15–16쪽.
5. 1 2 3  Bloch 2014, 3–4쪽.
6. ↑  Bloch 2014, 8–10쪽.
7. ↑  Bloch 2014, 26–28쪽.
8. ↑  Thorpe 1999, 33쪽.
9. ↑  Bloch 2014, 32–36쪽.
10. ↑  Bloch 2014, 37–39쪽.
11. ↑  “Limpsfield-educated-Jeremy-Thorpe-dies”. 《Surrey Mirror》. 2015년 9월 24일에 원본 문서에서 보존된 문서. 2018년 8월 10일에 확인함.
12. ↑  Thorpe 1999, 8–9쪽.
13. ↑  Bloch 2014, 44–46쪽.
14. ↑  Bloch 2014, 55–57쪽.
15. ↑  Thorpe 1999, 33–34쪽.
16. ↑  Thorpe 1999, 11쪽.
17. ↑  Bloch 2014, 59쪽.
18. ↑  Bloch 2014, 58–61, 65쪽.
19. 1 2 3 4  Glover 2015.
20. ↑  Bloch 2014, 65–67쪽.
21. ↑  Bloch 2014, 61쪽.
22. ↑  Bloch 2014, 69쪽.
23. ↑  Bloch 2014, 73–74쪽.
24. ↑  Bloch 2014, 75–80쪽.
25. ↑  Bloch 2014, 85쪽.
26. ↑  Bloch 2014, 90쪽.
27. ↑  Helliker, Adam (2009년 12월 20일). “BBC film blow to frail Thorpe”. 《Express.co.uk》.
28. ↑  “A Very English Scandal (official publisher's page)”. Penguin Books. 14 June 2017에 원본 문서에서 보존된 문서. 25 June 2017에 확인함.
29. ↑  Stasio, Marilyn (2016년 10월 25일). “New True-Crime Books for Fall”. 《The New York Times》.
30. ↑  Wollaston, Sam. “A Very English Scandal finale review – leaves you reeling, seething and laughing”. 《The Guardian》 (3 June 2018) (Guardian News and Media). 2018년 6월 3일에 확인함.

### 참고 자료

#### 서적
- Bloch, Michael (2014). 《Jeremy Thorpe》. London: Little Brown. ISBN 9780316856850.
- Chester, Lewis; Linklater, Magnus; May, David (1979). 《Jeremy Thorpe: A Secret Life》. London: Fontana Books. ISBN 978-0-00-635733-9.
- Chippindale, Peter; Leigh, David (1979). 《The Thorpe Committal》. London: Arrow Books. ISBN 978-0-09-920400-8.
- Cook, Chris (1998). 《A Short History of the Liberal Party》. Basingstoke: Macmillan Press. ISBN 978-0-333-73516-9.
- Dutton, David (2004). 《A History of the Liberal Party》. Basingstoke: Palgrave Macmillan. ISBN 978-0-333-74656-1.
- Freeman, Simon; Penrose, Barrie (1997). 《Rinkagate: The Rise and Fall of Jeremy Thorpe》. London: Bloomsbury Publications. ISBN 978-0-7475-3339-9.
- Heath, Edward (1998). 《The Course of My Life》. London: Coronet Books. ISBN 978-0-340-70853-8.
- Parris, Matthew (1996). 《Great Parliamentary Scandals: Four Centuries of Calumny, Smear and Innuendo》. London: Robson Books. ISBN 978-1-86105-061-8.
- Partington, Angela (1996). 《The Oxford Dictionary of Quotations (Fourth Edition)》. Oxford: Oxford University Press. ISBN 978-0-19-860058-9.
- Sandbrook, Dominic (2013). 《Seasons in the Sun: The Battle For Britain, 1974–79》. London: Penguin Books. ISBN 978-0-14-103216-0.
- Thorpe, Jeremy (1999). 《In My Own Time》. London: Politico's Publishing. ISBN 978-1-902301-21-1.
- Waugh, Auberon (1980). 《The Last Word》. London: Michael Joseph. ISBN 978-0-7181-1799-3.
- Wilson, Harold (1979). 《Final Term: The Labour Government 1974–76》. London: Weidenfeld and Nicolson. ISBN 978-0-7181-1860-0.
- Ziegler, Philip (2010). 《Edward Heath》. London: Harper Press. ISBN 978-0-00-724740-0.

#### 이외
- Astor, David;  외. (1982년 2월 27일). “Mr Jeremy Thorpe and Amnesty”. 《The Times》. 5면. (구독 필요)
- Beaumont, Timothy (June 1997). “The Election of Jeremy Thorpe to the Liberal Leadership” (PDF). 《Liberal Democrat History Group Newsletter》: 5–6. 2016년 3월 4일에 원본 문서 (PDF)에서 보존된 문서.
- Dorey, Peter (2009). “Asking Too Much and Offering Too Little?” (PDF). 《Journal of Liberal History》: 28–36. 2016년 6월 24일에 원본 문서 (PDF)에서 보존된 문서.
- Glover, Julian (2015년 5월 31일). “Jeremy Thorpe, 1929–2014” (PDF). Liberal Democrat History Group. 2016년 6월 24일에 원본 문서에서 보존된 문서. 2015년 6월 8일에 확인함.
- Horsnell, Michael (1982년 3월 5일). “Thorpe quits after Amnesty protests”. 《The Times》. 1면. (구독 필요)
- Ingham, Robert (2004). 〈Bessell, Peter Joseph〉. 《옥스포드 영국 인명 사전》 온라인판. 옥스포드 대학교 출판부. doi:10.1093/ref:odnb/61814. (Subscription 또는 UK 공공도서관 회원 필수.)
- Landale, James (2014년 12월 4일). “Obituary: Jeremy Thorpe”. 《BBC News》. 2015년 9월 25일에 원본 문서에서 보존된 문서. 2015년 7월 3일에 확인함.
- Membery, York (Summer 2008). “Interview: Jeremy Thorpe” (PDF). 《Journal of Liberal History》: 23–25. 2016년 8월 7일에 원본 문서 (PDF)에서 보존된 문서.
- Moore, Richard (2014년 12월 4일). “Jeremy Thorpe: MP who revived Liberal Party fortunes”. 《The Independent》. 2015년 8월 13일에 원본 문서에서 보존된 문서.
- Murray, Douglas (2015년 1월 5일). “The damning, shocking, depressing life of Jeremy Thorpe”. 《The Spectator》. 2015년 8월 6일에 원본 문서에서 보존된 문서.
- Rawnsley, Andrew (2015년 1월 18일). “Jeremy Thorpe review – Michael Bloch's gripping and insightful biography”. 《The Observer》.
- Rosenbaum, Martin (2014년 12월 6일). “Jeremy Thorpe: Was there an establishment cover-up?”. 《BBC News》. 2015년 9월 25일에 원본 문서에서 보존된 문서. 2015년 6월 7일에 확인함.
- Stratton, Allegra (2008년 1월 28일). “Jeremy Thorpe: I remember the lot”. 《The Guardian》. 2015년 8월 16일에 원본 문서에서 보존된 문서.
- Tail, Stephen (2014년 12월 4일). “Former Liberal leader Jeremy Thorpe dies”. Liberal Democrat Voice. 2015년 7월 27일에 원본 문서에서 보존된 문서. 2015년 7월 3일에 확인함.